# O Burgo (Pontevedra)
O Burgo és un dels barris més antics de Pontevedra. És travessat pel camí portuguès.

## Ubicació
O Burgo se situa al nord de la ciutat de Pontevedra, a Galícia, a la riba dreta del riu Lérez. L'eix principal en són l'avinguda de la Coruña i el carrer Xoán Bautista Andrade, així com l'avinguda de Compostel·la, que separa la zona de la Xunqueira. Al sud, el barri està delimitat pel carrer Domingo Fontán.

## Història
El barri i el pont homònim són un punt estratègic des dels temps dels romans, ja que aleshores hi passava la via XIX i des de l'Edat Mitjana era una de les entrades a la ciutat des del nord, així com un punt d'encreuament del camí portuguès.
Al segle XI, el pont d'O Burgo va substituir l'antic pont romà, que estava en ruïnes. El barri va ser el primer dels tres suburbis de la ciutat i està documentat des del 1290. La formació d'aquest nou assentament humà reduït va fer que el pont servís d'enllaç entre la ciutat i el barri, que va acabar esdevenint una mena d'apèndix urbà. El barri es va desenvolupar amb l'ermita de San Xacobe o de Santiago d'O Burgo com a centre. L'economia estava basada en la viticultura, recolzada per la presència d'un molí al segle xv, i per la proximitat i relació amb el monestir de San Salvador de Lérez.
A l'edat mitjana, O Burgo es va convertir en parada obligatòria dels pelegrins que es dirigien a Santiago de Compostel·la des de Portugal. Diu la llegenda que l'Apòstol Jaume el Major, en el seu pelegrinatge a Santiago de Compostel·la, es va sentir cansat i es va aturar a O Burgo, on el van cuidar i li van donar aixopluc fins que es va recuperar i va poder continuar fent camí. En agraïment per l'ajuda rebuda, el sant va dir als propietaris de la casa on descansava que allí madurarien cada any el primer raïm i el primer mill de cada collita.
El segle XVI ja hi havia un petit barri que pertanyia a Lérez. A finals del segle XVIII, el raval lineal de Burgo, d'origen medieval, va començar a esdevenir força important. El 16 de desembre de 1811 neix a o Burgo Xoán Manuel Pintos Villar, escriptor i lexicògraf, un dels autors del Rexurdimento. El 1898, el barri va créixer amb la construcció d'una carretera a A Caeira.
El camp d'esports d'O Burgo es va inaugurar el 16 d'octubre de 1919 amb un partit de futbol entre el Pontevedra Athletic i el Reial Corunya. El camp s'ha convertit en el poliesportiu per excel·lència de la ciutat. L'any 1949, la carretera coneguda com a Camí de Santiago o Camí d'O Burgo va passar a anomenar-se Avenida da Coruña. L'any 1960 l'Ajuntament va comprar l'estadi, que es va convertir en l'actual Estadi Pasarón. El 13 de juliol de 1968 es va inaugurar el Pavelló Municipal d'Esports al barri.
El 10 de setembre de 1983, el Pont de Santiago va ser inaugurat per alleujar la congestió al Pont d'O Burgo i oferir un nou accés al centre de la ciutat.
El setembre de 1986 es va enderrocar l'antiga capella d'O Burgo i l'abril de 1987 es va iniciar la construcció d'una nova església que integrava la façana de l'antic edifici. Anteriorment hi havia hagut una capella prop del pont d'O Burgo, més al sud.
El 3 de juliol de 1987 es va inaugurar l'Avinguda Compostel·la, de quatre carrils, que preveia una nova sortida de la ciutat des del nord en direcció a Santiago de Compostel·la i A Coruña. L'any 1993 es va urbanitzar un terreny al nord de Xunqueira per al campus de Pontevedra. El 26 de maig de 1995 es va inaugurar un nou pont per connectar aquesta part de la ciutat amb la riba esquerra del riu, el Ponte dos Tirantes.
L'any 1996 es va crear al barri la parròquia de Santiago do Burgo.
L'estiu del 2020 el Ponte do Burgo va esdevenir una via exclusiva per a vianants.

## Pla urbanístic

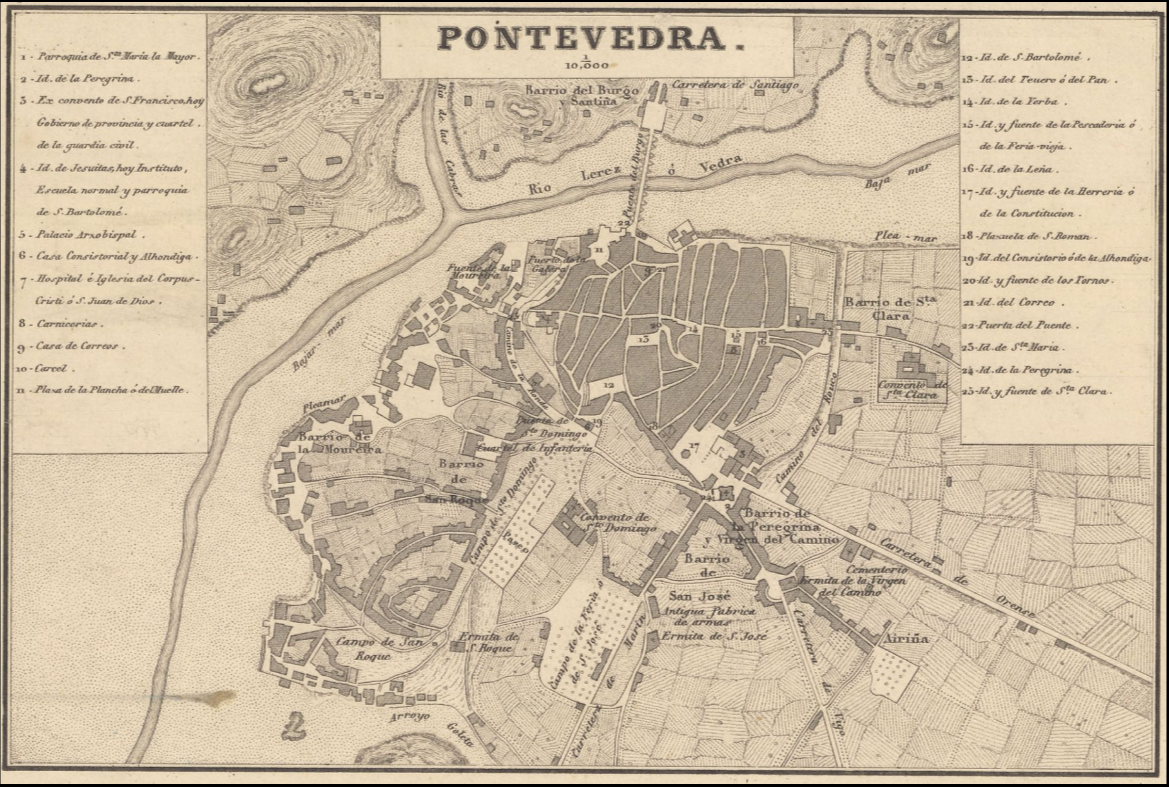
Plànol de Pontevedra l'any 1856 amb el barri d'O Burgo al nord de la ciutat.

El barri s'organitza longitudinalment des del Ponte do Burgo, per l'avinguda de la Corunya i el carrer Xoán Bautista Andrade. La Rua Domingo Fontán discorre per la vora del riu Lérez i Camino Portugués per la Rua Santiña. A l'est, l'avinguda Compostela separa el barri del Burgo de la zona de Xunqueira, connectada amb el Ponte dos Tirantes pel carrer Alexandre Bóveda.
Davant de l'estadi de Pasarón hi ha el Parc de Pasarón i a l'oest el Parc Natural de les Marismes d'Alba. A la part posterior del Pavelló Municipal d'Esports de Pontevedra hi ha una pista de petanca. A la zona de la Xunqueira hi ha el parc Rosalía de Castro i el parc Illa das Esculturas, un dels més grans de la ciutat.
Al número 20 de l'avinguda de la Corunya hi ha la casa Sanz Díaz, un edifici modernista de l'arquitecte Antonio López Hernández.

## Instal·lacions

### Esports i lleure
O Burgo compta amb les instal·lacions esportives més importants de la ciutat:
- Estadi Municipal de Pasarón: feu local del Pontevedra CF, va ser inaugurat l'any 1965 i renovat l'any 2006.[21]
- El Pavelló Municipal d'Esports: inaugurat l'any 1968, va ser dissenyat per l'arquitecte Alejandro de la Sota.[22] És on juga la SD Teucro.
- A la zona de la Xunqueira hi ha diversos camps de futbol (un d'ells amb gespa artificial)[23][24] i un pavelló poliesportiu.[25]

### Centres escolars
La zona de la Xunqueira compta amb importants infraestructures educatives i és on es concentra la major part de l'oferta educativa de la ciutat, com ara dos col·legis, dos centres d'educació secundària, un centre integrat de Formació Professional, l'Escola Oficial d'Idiomes de la ciutat, el Centre de Formació del Professorat de la Xunta de Galícia i el Campus de la Xunqueira, que consta de quatre facultats, una escola d'enginyeria i d'una guarderia de la Xunta de Galícia.

### Altres instal·lacions
A l'oest, prop del parc natural de les Marismes d'Alba, hi ha el centre d'exàmens de la Direcció Provincial de Trànsit, al carrer Martín Códax. O Burgo també disposa d'un centre social per als veïns del barri. Al barri hi ha una església parroquial: Santiago Peregrino do Burgo.
A Xunqueira hi ha importants equipaments culturals, com ara el Palau de Congressos de Pontevedra i el Recinte Firal de Pontevedra.

## Festes i actes culturals
Al voltant del 25 de juliol se celebren cada any les festes del barri, així com la tradicional ofrena de raïm i mill a l'apòstol Jaume el Major. Cada 24 de juliol es fa una processó amb la imatge del sant, que es porta a una casa particular on, segons la tradició, va ser atès en evangelitzant les terres i, agraït, va fer madurar abans el raïm i el mill.